# پسیفیک‌کورپ
پسیفیک‌کورپ (انگلیسی: PacifiCorp) شرکت برق آمریکایی است، که در سال ۱۹۱۰ تأسیس شد.